# Erwin Klammer
Pour les articles homonymes, voir Klammer.
Erwin Klammer est un tireur sportif allemand.

## Palmarès
Erwin Klammer a remporté les épreuves Cominazzo Replique et Wogdonaux championnats du monde MLAIC 1998 à Warwick